# Richard Robert Ernst
Richard Robert Ernst   (Winterthur, 14 d'agost de 1933 - Winterthur, 4 de juny de 2021) va ser un químic i professor universitari suís guardonat amb el Premi Nobel de Química l'any 1991.

## Biografia
Va néixer el 14 d'agost de 1933 a la ciutat de Winterthur, situada al cantó de Zuric. Va estudiar química a l'Escola Politècnica Federal de Zuric, on es graduà el 1957 i es doctorà el 1962 en fisicoquímica. A partir de 1970 va ser professor de fisicoquímica en aquest centre.

## Recerca científica
Inicià la seva recerca sobre la ressonància magnètica nuclear (RMN), fenomen conegut des de l'any 1945 gràcies al seu descobriment per part dels Premis Nobel de Física Felix Bloch i Edward Mills Purcell, i que consisteix en l'absorció selectiva d'energia pels nuclis atòmics que posseïxen un moment magnètic, quan estan situats en un camp magnètic i són irradiats amb radiació electromagnètica de freqüència determinada. Mitjançant l'ús de l'espectroscòpia observà com les freqüències de ressonància característiques d'aquests nuclis varien d'acord amb l'entorn químic de l'àtom, podent identificar la presència d'aquests nuclis i la naturalesa de les seves interaccions químiques al nucli d'una molècula. A la dècada del 1960 va aconseguir augmentar en més de deu ordres de magnitud la sensibilitat d'aquesta tècnica reemplaçant la variació suau de la freqüència amb intenses pulsacions radiomètriques.
L'aplicació de la tècnica matemàtica de la sèrie de Fourier al complex senyal obtingut dels nuclis va permetre la reconstrucció de l'espectre de la ressonància magnètica nuclear, ampliant així el rang de nuclis susceptibles de ser estudiats amb aquesta tècnica.
L'any 1991 fou guardonat amb el Premi Nobel de Química pel desenvolupament de l'espectroscòpia de ressonància magnètica nuclear d'alta resolució, un mètode necessari per a l'anàlisi de les estructures moleculars.